# Pocăință

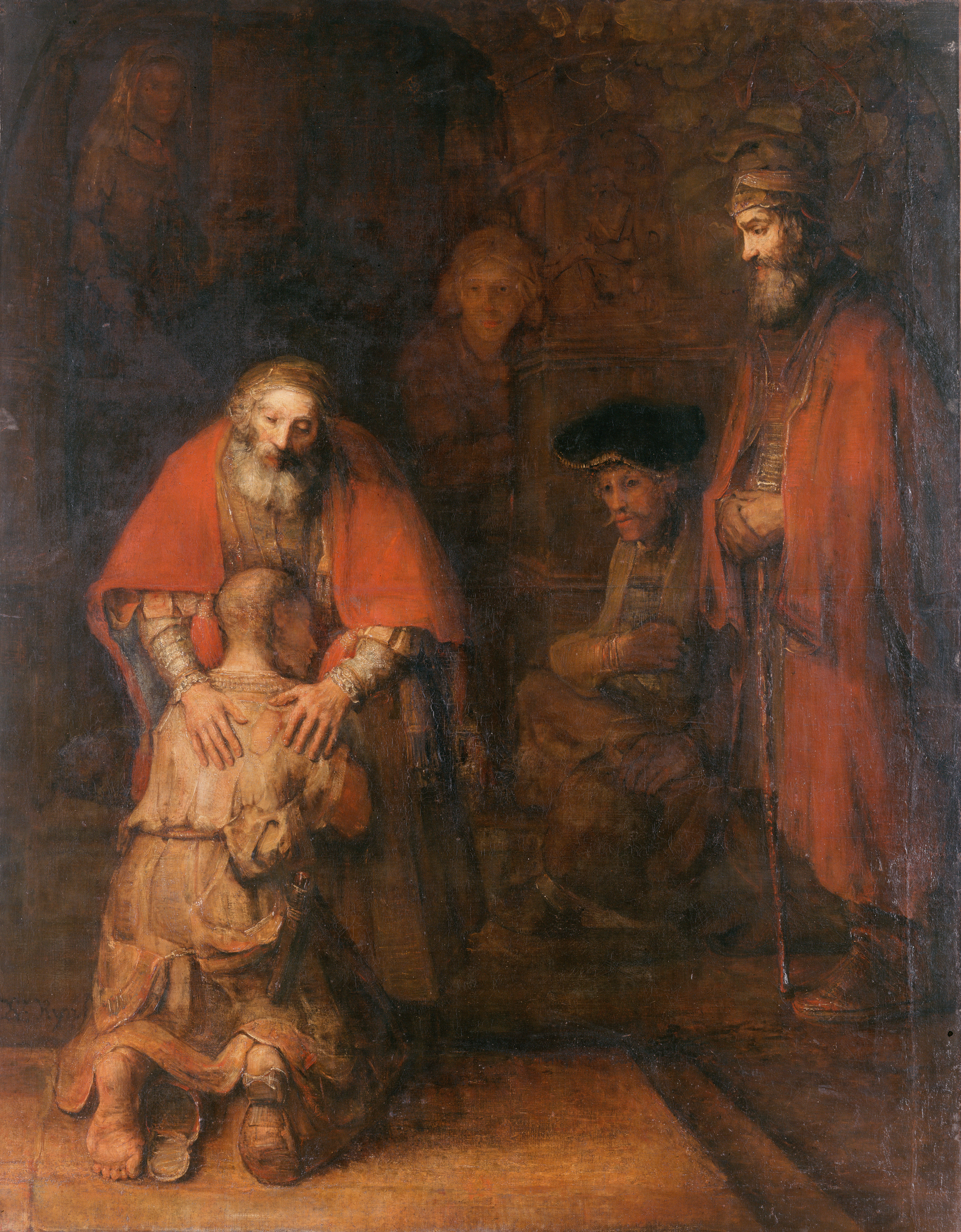
Întoarcerea fiului rătăcitor (pictură de Rembrandt) – exemplu biblic de pocăință.

Pocăința este un termen teologic care descrie o etapă din calea mântuirii⁠(en)[traduceți] (în creștinism), în care credinciosul își recunoaște păcatele. În teologia Romano-Catolică pocăința este parte a conceptului teologic mai amplu de penitență.
Pocăința este starea sufletească și acțiunea în care o persoană recunoaște că a greșit și încearcă să îndrepte această greșeală sau să obțină iertare de la cel căruia i-a greșit. În contexte religioase, de obicei, se referă la regretarea unui păcat făcut înaintea lui Dumnezeu. Întotdeauna este formată din admiterea vinovăției și include cel puțin una din următoarele situații: 
- o promisiune sau hotărâre solemnă că nu se va repeta păcatul;
- o acțiune de reparare a greșelii,
- sau, într-un fel, de compensare a greșelii acolo unde este cazul.

În Biblie, Ioan Botezătorul îndemna „Pocăiți-vă, căci Împărăția cerurilor este aproape.”(Mat3.1-2) și le spunea fariseilor și saducheilor care veneau la el pentru botez să facă roade vrednice de pocăința lor.(Mt3.8). Apostolul Luca în Faptele Apostolilor insistă și el asupra faptelor vrednice de pocăință. (FA26.20). Mântuitorul însuși întărește mesajul lui Ioan Botezătorul îndemnând și el la pocăință uneori cu aceeași expresie „Pocăiți-vă, căci Împărăția cerurilor este aproape.”(Mat4.17), alteori cu cuvintele: „S-a împlinit vremea și Împărăția lui Dumnezeu este aproape. Pocăiți-vă, și credeți în Evanghelie.”(Mc1.15). Ucenicii lui Iisus propovăduiau și ei pocăința chiar în timpul vieții Mântuitorului. (Mc6.12).

## Exemple de pocăință în viziunea creștină
Exemple de pocăință sunt: Manase, Zaheu (mai marele vameșilor), răufăcătorul de pe cruce, fiul risipitor, apostolul Petru (Mt26.75), David sau Maria Egipteanca. Una din descrierile cheie ale pocăinței din Noul Testament este parabola fiului risipitor din Luca 15:11. Această parabolă este propusă în Duminica Fiului Risipitor, pregătitoare pentru "călătoria spre Înviere" - Postul mare.

## În iudaism
În iudaism pocaința se numește Teshuvá תשובה, cuvânt care are înțeles de „întoarcere”, adică „întoarcere la credință” (Hazará bitshuvá חזרה בתשובה) sau întărire în credință, și în observarea poruncilor religioase (respectul Sabatului, al alimentației rituale, riturilor de purificare și de post etc), dar și de „răspuns”.